# Klaus Hübotter

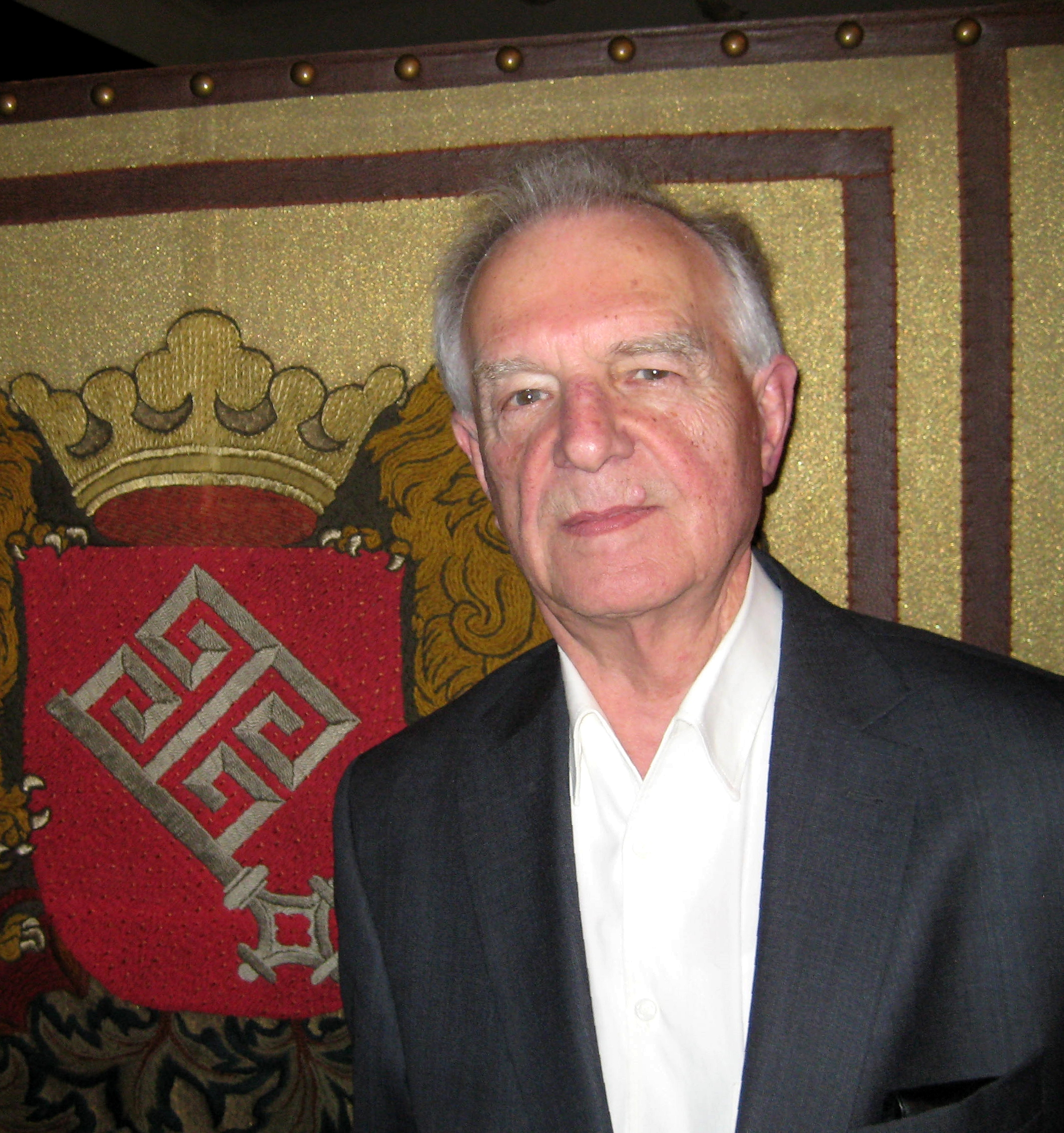
Klaus Hübotter (2009)

Otto-Klaus Hübotter (* 17. Mai 1930 in Hannover; † 21. Juni 2022 in Bremen) war ein deutscher Bauunternehmer und Mäzen, der mit seinem Engagement bei der Erhaltung und Umnutzung stadtgeschichtlich bedeutender Bausubstanz sowie in der Kultur- und Friedensarbeit seine Wahlheimat Bremen prägte.

## Leben
Klaus Hübotter – ein Sohn des Gartenarchitekten und Professors der TH Hannover Wilhelm Hübotter und jüngerer Bruder des Architekten Peter Hübotter – studierte Rechtswissenschaften in Hamburg und wurde zum Dr. jur. mit dem Thema „Die Planung einer Stadt – Rechts- und Organisationsfragen beim Bau neuer Gemeinden in der Bundesrepublik“ promoviert. Schon hier zeigte er seine Verbundenheit zum Städtebau und zur Architektur. 
Hübotter war seit 1950 Mitglied der KPD und Funktionär ihrer Nachwuchsorganisation Freie Deutsche Jugend (FDJ). Nach dem Verbot der FDJ in Westdeutschland 1951 organisierte Hübotter in der Illegalität den Kontakt zu anderen linken Gruppen. 1953 wurde er verhaftet und kam für neun Monate in Untersuchungshaft. 1956 verurteilte ihn das Landgericht Düsseldorf als „Rädelsführer einer verfassungsfeindlichen Vereinigung“ zu 18 Monaten Gefängnis. Die nach Anrechnung der Untersuchungshaft verbleibende Reststrafe wurde vom NRW-Innenminister Rudolf Amelunxen auf dem Gnadenwege erlassen. Später wurde Hübotter Mitglied der DKP, die er 1991 verließ. Infolge der Mitgliedschaft in der Kommunistischen Partei und deren Verbot durfte Hübotter nicht als Rechtsanwalt arbeiten.
Klaus Hübotter heiratete 1963 die Hamburger Buchdesignerin Lore Hübotter und hatte zwei Töchter.

### Zeitungsherausgeber
1955 gründete Hübotter in Hamburg gemeinsam mit Klaus Rainer Röhl die Zeitschrift „Studentenkurier“, Vorläufer der Zeitschrift konkret. Über Hübotters FDJ-Verbindung wurde die Gründung im Wesentlichen durch die DDR finanziert. Im Jahr darauf wurde Röhl alleiniger Herausgeber. 1973 beteiligte sich Hübotter zu einem Drittel an dem in wirtschaftliche Schwierigkeiten geratenen konkret-Verlag, konnte aber den Konkurs nicht abwenden. Nach dem Konkurs erwarb er aus der Konkursmasse die Namensrechte, die er bis zu seinem Tod hielt, und gründete gemeinsam mit Hermann L. Gremliza den neuen Konkret Verlag, in dem die Zeitschrift ab Herbst 1974 wieder erschien.

### Bauunternehmer
Hübotter wurde 1964 Bauunternehmer, der bei Neubauten für anspruchsvolle Architektur einsteht, aber sich auch für die Erhaltung und die Umnutzung von historischer Bausubstanz oder sonst bedeutenden Gebäuden einsetzt. Als Beispiele sind in Bremen das Wall-Café, die Villa Ichon, das Kulturzentrum Schlachthof, das Haus der Wissenschaft, die Wohnanlage Schwachhauser Heerstraße 361 (1973, BDA-Preis Bremen 1974), sein ehemaliges Geschäftshaus an der Bischofsnadel 6 (1974), der Speicher XI, die ehemalige Energiezentrale beim Speicher XI als Spielstätte und das Kaufhaus Julius Bamberger (um 2001–2007) zu nennen; sowie außerhalb von Bremen die Windmühle in Nordholz (1969). Ab 2007 widmete er sich dem Projekt zur Neunutzung des ehemaligen Radio-Bremen-Geländes an der Heinrich-Hertz-Straße in Schwachhausen mit der Erhaltung des großen Sendesaals.

### Kulturelles Engagement
Hübotter war Lehrbeauftragter und Honorarprofessor im Architekturbereich der Hochschule Bremen. Darüber hinaus engagierte er sich, insbesondere im kulturellen Bereich und in der Friedensbewegung. Unter anderem initiierte er für die Erhaltung der Villa Ichon, die 1982 als Kulturstätte eröffnet wurde, verschiedene Veranstaltungen. Er ist Mitgründer des Trägervereins für dieses denkmalgeschützte Gebäude im Bremer Ostertorviertel sowie Initiator des seit 1983 verliehenen Kultur- und Friedenspreises der Villa Ichon. Anfang 2004 gründete er das Hafenmuseum Speicher XI im Speicher XI. Er war federführend an der Rettung des Sendesaales Bremen von Radio Bremen beteiligt.

## Ehrungen
- 1984 erhielt Hübotter für die Restaurierung der Villa Ichon den Deutschen Preis für Denkmalpflege.[12]
- 2007 war er der erste Träger der Bremer Auszeichnung für Baukultur.[1][3][13]
- 2010 wurde er Bremens 30. Ehrenbürger. Bürgermeister Jens Böhrnsen verlieh ihm während einer Feier im Rathaus die Ehrenbürgerwürde für „das jahrzehntelange große Engagement als Bauherr und Mäzen für die bauliche und kulturpolitische Entwicklung Bremens“.[14]
- 2012 wurde er Ehrensenator der Hochschule für Künste Bremen.[15][2]
- Honorarprofessor für Architektur an der Hochschule Bremen.[11]

## Veröffentlichungen (Auswahl)
- Exkursionsbüchlein, 1944/1993
- Kurze Italienfahrt, 1950/1956
- Rechts- und Organisationsfragen (Doktorarbeit), 1960
- 100 Schimpf- und ……gedichte, 1962/1977
- Diverse Verse, 1960–1977
- Sonntagebuch für Clara und Lisa, 1978/1980
- Narren bauen Häuser, 1979
- Notizen in Südafrika, 1980
- „50“, 1980
- K. H. an K. H. I, 1980 (rotes Buch)
- Ligurische Steine von Irene Landry, 1980
- Du baust wie Du bist I, 1981
- Ist der nukleare Rüstungswettlauf unvermeidbar?, 1981
- Friedenserklärung, Worpswede 1981 (mit 3 Aufsätzen)
- 100 x Kurt Hiller, Hamburg 1985
- Neapel – Sizilien, 1986
- Ist die Liebe hin, stirbt der Sinn, 1986
- Also sprachen Nero Wolfe und Archie Goodwin, 1988
- Du baust wie Du bist II, 1989
- „75“, 1989
- „60“, 1990
- Die Reise nach Riga, 1991
- 18 Briefe aus dem Gefängnis, 1993
- Zwischendurchgedichte I, 1993
- K. H. an K. H. II, 1994 (grünes Buch)
- Skizzen- und Tagebuch in Versen II, 1994
- Suum cuique, 1994
- Will Quadflieg, 1994 (Seiten 179–183)
- Richtfest in Riga, 1995
- Stoppelfeld-Zeit, Tagebuchverse III, 1996
- Die tote Stadt
- Texte und Zeichen mit Lothar Bührmann, 1996
- Jonas – Der Riesenwal (Wilhelm Hübotter), 1996
- Regimentsgeschichte 1914/18 (Wilhelm Hübotter), 1996
- Die Schlangenkönigin (Wilhelm Hübotter)
- Tagebuchverse IV, 1997
- Tagebuchverse V, 1997
- Tagebuchverse VI, 1997
- Die Reise nach Riga, 1996
- Tagebuchverse VII, 1998
- Kalendarium von Hübotter und Bührmann, 1998
- Eine Reise nach Riga, 1999
- Tagebuchverse VIII, 2000
- Du baust wie Du bist III, 2000
- Riga 2001
- Tagebuchverse IX, 2003
- Du baust wie Du bist, 40 Jahre, 2004
- Tagebuchverse X, 2005
- Tagebuchverse XI, 2005
- Tagebuchverse XII, 2006
- Weimar-Heft, 2006
- Das 2-Zeilenbuch (deutsch)
- Richard Modemann I u. II, 2007
- Dresden-Heft, 2007
- Tagebuchverse XIII, 2008
- Das 2-Zeilenbuch (deutsch u. lettisch)
- Das kleine Syrienbuch, 2010
- Tagebuchverse XIV, 2009
- Leben und Sterben, 2010
- 150. Geburtstag, 2010
- Tagebuchverse XV, 2011
- Das große Syrienbuch „für Lore“
- Jupp Angenfort, 2011
- Wassergedichte, 2011
- Tagebuchverse XVI, 2012
- K. H. an K. H., 2012 (blaues Buch)
- Tagebuchverse XVII, 2012
- Murmeltier und Kakadu, 2013
- Tagebuchverse XVIII, 2013
- Du baust wie Du bist IV, 2014
- Tagebuchverse XIX, 2014
- Baumbuch, 2014
- Reden in der Villa Ichon, 1982–2014 (Einzelhefte)